# Cayes-Jacmel
Cayes-Jacmel (em crioulo, Kay Jakmèl), é uma comuna do Haiti, situada no departamento do Sudeste e no arrondissement de Jacmel.
De acordo com o censo de 2003, sua população total é de 21.374 habitantes.